# Carlo Faggioni
Carlo Faggioni-Auditore (Carrara, 26 gennaio 1915 – Anzio, 10 aprile 1944) è stato un aviatore italiano.
Specialista degli aerosiluranti durante la seconda guerra mondiale, prestò servizio inizialmente nella Regia Aeronautica del Regno d'Italia al comando della 281ª Squadriglia del 132º Gruppo Autonomo Aerosiluranti e, successivamente alla firma dell'armistizio di Cassibile, nell'Aeronautica Nazionale Repubblicana dove ricevette l'incarico di comandante del Gruppo Aerosiluranti Buscaglia, venendo decorato con la Medaglia d'oro al valor militare dal governo della Repubblica Sociale Italiana.

## Biografia

### I primi anni
Nacque in una famiglia borghese di Carrara il 26 gennaio 1915. Nel 1935 abbandonò gli studi classici (Liceo Classico Emanuele Repetti di Carrara) per seguire la sua passione per il volo e si iscrisse al corso per ufficiali piloti di complemento della Regia Aeronautica che si teneva presso l'aeroporto di Pisa insieme ad un altro grandissimo asso da caccia e dei tuffatori come Giuseppe Cenni. Il 19 agosto 1935 conseguì il brevetto per pilota militare e, dopo essere stato brevemente dislocato alla 4ª Squadriglia a Lonate Pozzolo, nel 1937 fu destinato in Etiopia dove fece le prime esperienze di volo bellico. Nel corso di questa campagna conseguì la sua prima medaglia di bronzo al valor militare. Tornato in Italia fu trasferito alla scuola di Aviano in qualità di istruttore dove rimase circa due anni.

### Il conflitto mondiale

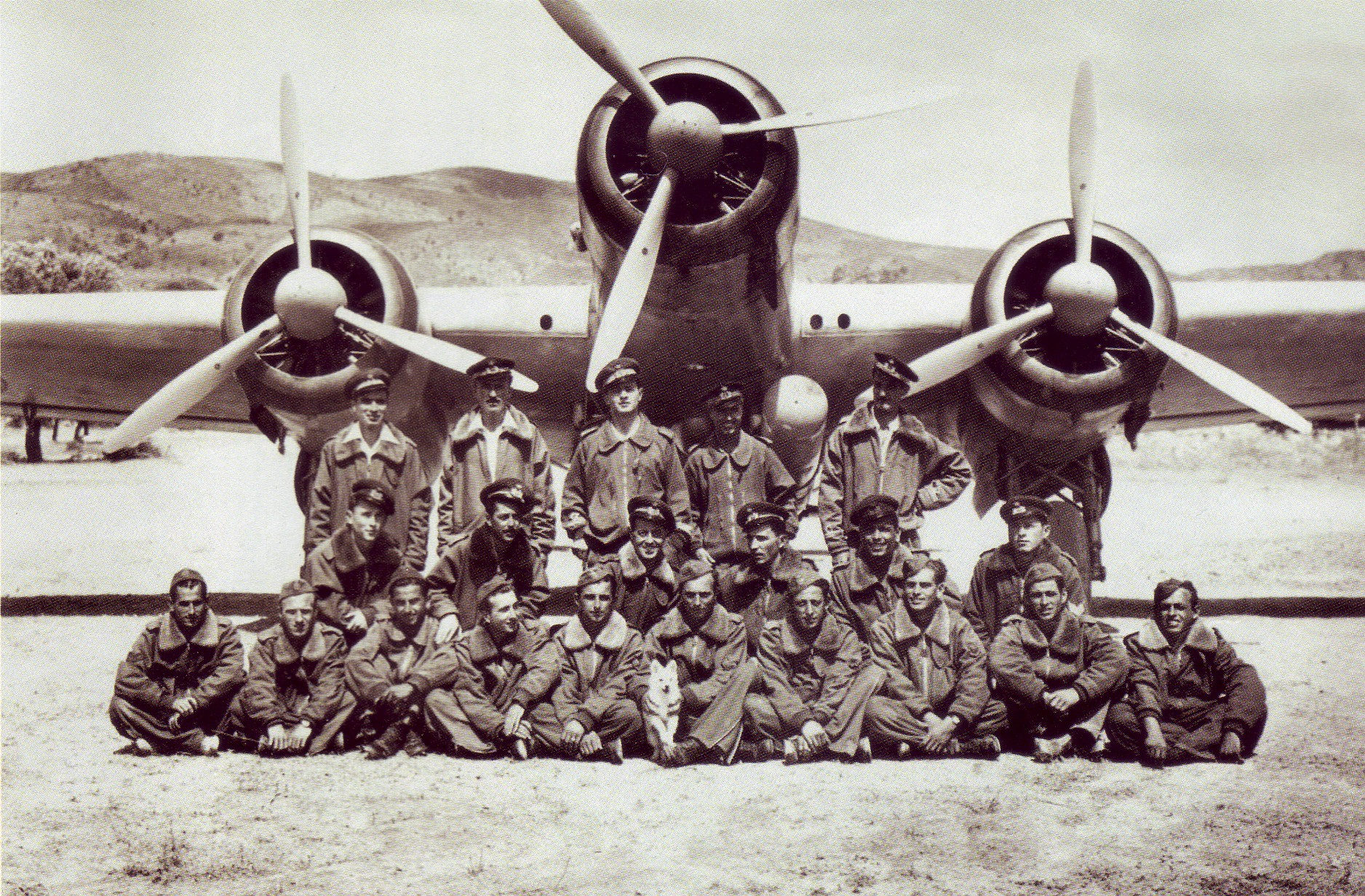
La 281ª squadriglia nella base di Gadurrà (Isole italiane dell'Egeo) giugno 1941

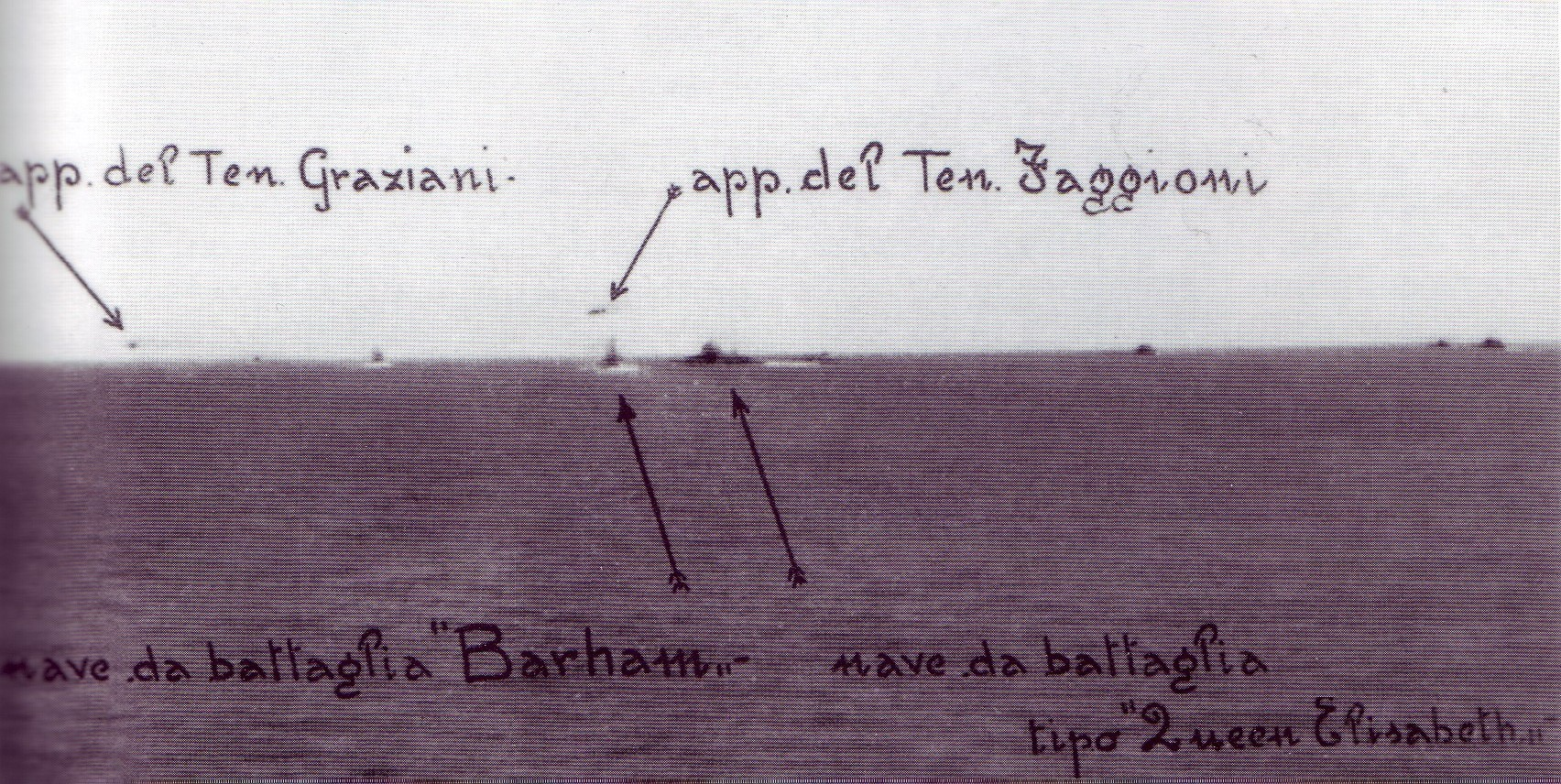
Gli aerosiluranti di Faggioni e Giulio Cesare Graziani all'attacco della HMS Barham e HMS Queen Elizabeth il 13 ottobre 1941

Allo scoppio del conflitto fece richiesta di essere aggregato a una unità operativa ma ciononostante rimase presso il Nucleo addestramento aerosiluranti di Gorizia finché nell'aprile 1941 fu trasferito finalmente in zona di guerra nella base aerea di Gadurrà sull'isola di Rodi presso la 281ª Squadriglia (Quattro Gatti) al comando di Carlo Emanuele Buscaglia.
Il giorno del trasferimento Faggioni, insieme a Spezzaferri compirono alcune evoluzioni in cielo ma nel corso dell'atterraggio sulla pista, a causa di un'avaria al carrello, l'aereo di Faggioni sbandò andando a cozzare contro tre caccia Fiat C.R.42 danneggiandoli e mandando Buscaglia su tutte le furie. Il 18 aprile, nel corso di una missione, ottenne la sua prima vittoria affondando una petroliera inglese e riuscendo poi a disimpegnarsi da un caccia avversario intervenuto nel combattimento. Per questa azione fu citato nel bollettino radio. Il 9 luglio insieme a Buscaglia danneggiò un cargo presso l'isola di Cipro ma fu ferito dalla contraerea. Il 13 ottobre, in accoppiata con Giulio Cesare Graziani, attaccò le due navi britanniche HMS Barham e HMS Queen Elizabeth danneggiandole. Sui giornali italiani i due aerosiluratori incominciarono ad essere soprannominati i "Gemelli del siluro".
Nella primavera 1942 Faggioni fu inviato in licenza e per un certo periodo non più riassegnato a reparti operativi, nel frattempo la 281ª squadriglia (cui apparteneva Faggioni) e la 278ª Squadriglia furono incorporate nel 132º Gruppo aerosiluranti con base a Littoria. Tornato in servizio Faggioni insieme al 132º gruppo aerosiluranti, dalla Base aerea di Gerbini, prese parte alla Battaglia di mezzo giugno del 13-14 giugno 1942. I risultati dell'attacco furono scarsi e si notò come alcuni siluri, dopo essere stati sganciati, invece di "delfinare" sull'acqua fossero rapidamente affondati. Sospettando il sabotaggio Buscaglia e Faggioni iniziarono alcune verifiche sui siluri che non erano stati utilizzati e, con l'autorizzazione del Ministero, le indagini furono estese alla ditta fornitrice, il Silurificio di Baia presso Napoli. Fu individuato e deferito al Tribunale Militare un caporeparto che sabotava gli apparecchi di controllo di galleggiamento dei siluri.
Nel novembre 1942, dopo gli sbarchi americani sulle coste del Marocco nell'ambito dall'Operazione Torch, il 132º Gruppo si trovò ad affrontare un nuovo avversario. Così, dopo un trasferimento tattico all'aeroporto di Castelvetrano, a partire dall'8 novembre gli aerosiluranti di Buscaglia presero parte a vari attacchi contro il porto Alleato di Bijaya in Algeria in cui si stava addensando il naviglio nemico.
L'11 novembre i velivoli di Buscaglia, Graziani, Faggioni e Angelucci partirono per una nuova missione con l'obiettivo di contrastare lo sbarco americano a Bougie. I quattro aerei da Castelvetrano puntarono sulla Tunisia e proseguendo interni al continente africano giunsero sulla baia di Bougie inaspettati. Nel corso dell'attacco furono però intercettati da sette Spitfire britannici che attaccarono accanendosi contro l'aereo di Angelucci e provocandone l'esplosione in volo poi attaccarono gli altri aerei della formazione italiana che nel frattempo avevano sganciato i propri siluri contro i piroscafi all'ancora nel porto affondandone due. Attaccati, anche gli altri velivoli italiani furono gravemente danneggiati ma riuscirono a rientrare alla base. Seguì uno scontro tra Faggioni e Buscaglia che fu accusato di aver portato l'attacco in pieno giorno.
Il giorno seguente, il 12 novembre, Buscaglia volle ritentare l'attacco sopra la baia di Bijaya con una nuova squadra essendo gli aerei di Faggioni e Graziani troppo danneggiati ma questa volta fu abbattuto da caccia Supermarine Spitfire e dato per disperso, in realtà fu recuperato ancora in vita ma gravemente ferito e preso prigioniero.
Il capitano Giulio Cesare Graziani, in qualità di ufficiale anziano, assunse così il comando del 132º Gruppo finché non fu avvicendato dal maggiore Gabriele Casini. Faggioni assunse invece il comando della 281ª squadriglia.
A maggio Faggioni e altri due velivoli del 132º gruppo furono spostati a Istres per prendere parte all'attacco contro il porto di Gibilterra denominato "Operazione scoglio". Il piano scattò il 19 giugno 1943. Poco dopo la mezzanotte partirono da Istres nove aerosiluranti ma a causa di contrattempi fu diramato l'ordine di far rientrare tutti gli aerei. Il velivolo di Faggioni e quello di Giuseppe Cimicchi, troppo lontani, non captarono il messaggio e proseguirono il volo. Giunti sulla rada di Gibilterra tentarono di silurare i mercantili ormeggiati ma i siluri, forse sabotati, non colpirono i bersagli e la contraerea britannica non fu allertata. L'aereo di Faggioni ormai privo di benzina dovette atterrare in Spagna.
Dopo l'azione di Gibilterra il gruppo lasciò la base di Istres per Littoria. Nel frattempo l'aviazione anglo-americana conquistò il dominio dei cieli e le azioni degli aerosiluranti si resero sempre più difficili e pericolose.
Il 2 settembre Faggioni e Graziani furono mandati in licenza, fino a quel momento aveva preso parte a ventuno missioni di siluramento affondando circa duecentomila tonnellate di naviglio nemico.

### Dopo l'armistizio
La notizia dell'armistizio dell'8 settembre 1943 lo colse in licenza a Carrara. Il giorno seguente, rinunciando alla licenza, raggiunse l'aeroporto di Peretola da cui, imbarcatosi su un Savoia-Marchetti S.M.79, raggiunse i propri commilitoni all'Aeroporto Enrico Comani di Littoria. Da qui il gruppo di Faggioni fu comandato a Siena, poi a Decimomannu, Melis e nuovamente a Siena. Qui ricevette poi l'ordine di lasciare l'aeroporto e di mandare in licenza i propri uomini. Faggioni obbedì solo dopo aver ricevuto ordine scritto. Dopo essere ritornato a casa, qualche giorno più tardi si recò a Firenze per mettersi a disposizione della Scuola di Applicazione dell'Aeronautica Militare in cui l'attività, nonostante l'armistizio era proseguita.

### Il Gruppo Aerosiluranti Buscaglia

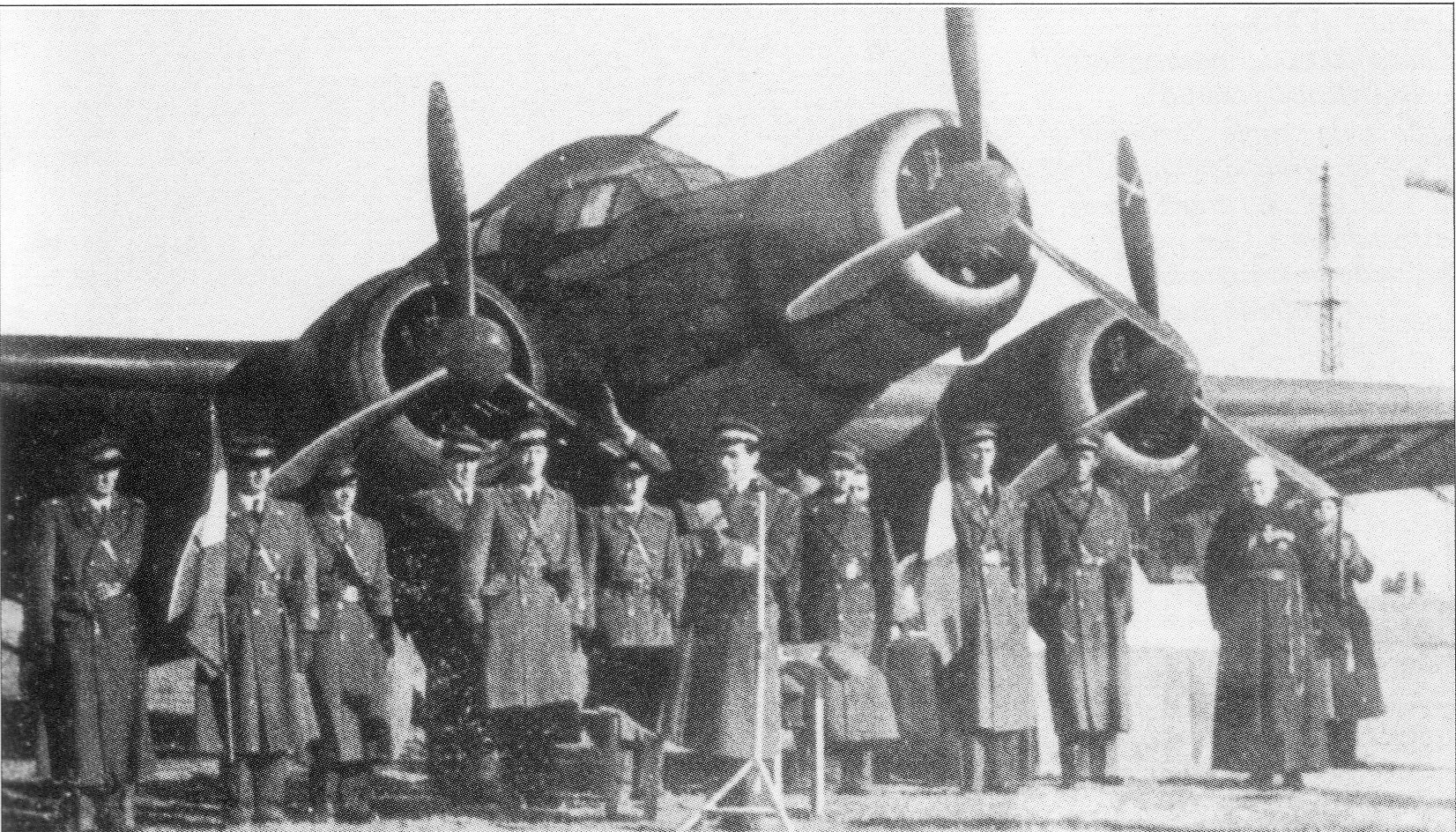
Cerimonia di giuramento di Carlo Faggioni. Sullo sfondo un Savoia-Marchetti S.M.79 Sparviero

Nell'ottobre 1943, in seguito al bando Botto, decise di aderire alla R.S.I. proseguendo l'impegno bellico nell'Aeronautica Nazionale Repubblicana in qualità di comandante del 1º Gruppo Aerosiluranti Buscaglia, intitolato all'asso Carlo Emanuele Buscaglia, creduto morto in azione di guerra. Il gruppo Buscaglia, composto inizialmente da otto aerosiluranti cui se ne aggiunsero poi altri dodici velivoli, fu ufficialmente costituito il 14 ottobre 1943 nel campo di Gorizia mentre nel frattempo a Lonate Pozzolo fu istituito un campo addestramento. La prima azione bellica fu compiuta da sei velivoli alcuni mesi dopo, il 10 marzo 1944 per contrastare lo sbarco di Anzio. Gli aerosiluranti di Faggioni riuscirono a silurare un piroscafo avversario al largo dell'attuale Nettuno. Nella stessa notte fu effettuato un nuovo attacco che portò solo al danneggiamento di un piroscafo, un cacciatorpediniere e alcuni natanti minori. Per questa azione Faggioni fu decorato con la Croce di Ferro di I classe. Il 14 marzo l'attacco fu ripetuto ed ottenne solo il probabile danneggiamento di due navi nemiche. Il Comando alleato, preoccupato per l'incursione degli aerosiluranti, dispose per il 18 marzo il bombardamento a tappeto del campo di Gorizia rendendolo inutilizzabile. Faggioni, senza perdersi d'animo, ordinò al suo gruppo di trasferirsi a Lonate Pozzolo.
Il 6 aprile 1944 fu lanciata una nuova azione su Anzio, che prevedeva una sosta intermedia a Perugia, ma all'altezza di Firenze la squadriglia di 13 Savoia-Marchetti S.M.79 fu sorpresa da una squadriglia americana formata da Republic P-47 Thunderbolt, che dopo aver intercettato la comunicazione, era appositamente decollata poche ore prima da Palo in Corsica. Nello scontro che seguì gli aerosiluranti, appesantiti dai siluri, ebbero la peggio perdendo sei velivoli e riportando notevoli danni tutti gli altri. Lo stesso Faggioni fu costretto ad un atterraggio di emergenza ad Arezzo.

### L'abbattimento di Faggioni
(Carlo Faggioni, rivolto ai propri uomini prima di partire per l'ultima missione su Nettunia)

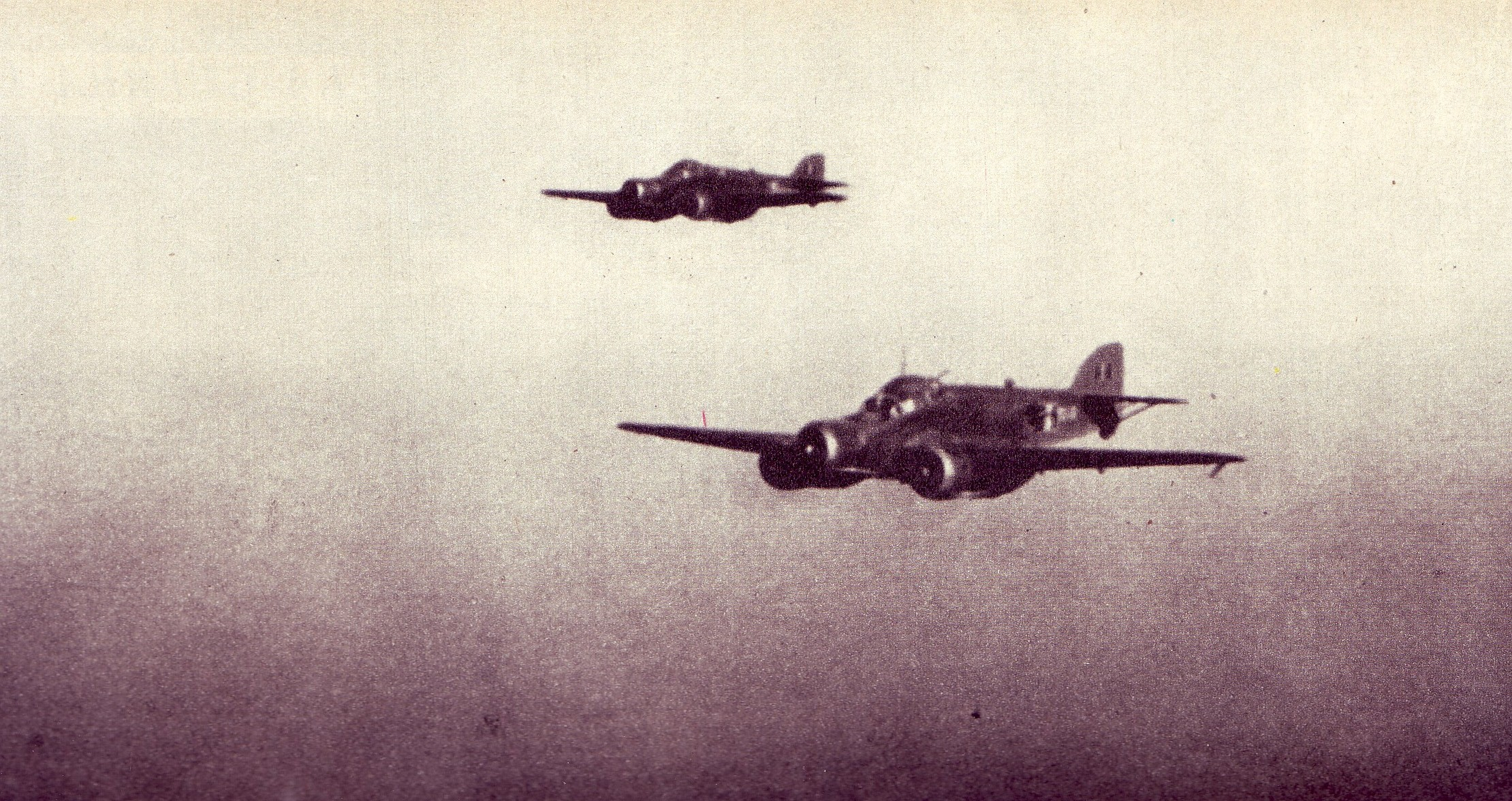
Aerosiluranti della ANR intervenuti a contrastare lo Sbarco di Anzio

La missione fu ripetuta la sera del 10 aprile dai cinque velivoli ancora in condizione di volare, tra cui quello di Faggioni. Per facilitare le operazioni di decollo notturno dalla pista di Perugia ai gregari poco esperti Faggioni decise di far riempire di benzina i serbatoi centrali, operazione che avrebbe facilitato il decollo dei velivoli ma che li avrebbe esposti a maggior rischio in combattimento. Solo Sponza, che aveva la necessaria perizia per decollare in situazioni difficoltose fu esonerato, mentre Faggioni per condividere il medesimo rischio dei propri subordinati fece riempire anche i propri. Nella fase di decollo l'aereo pilotato dal tenente Francesco Pandolfo ebbe un'avaria al carrello e fu impossibilitato alla partenza.
La squadriglia, ridotta a quattro velivoli, puntò allora sulla testa di sbarco procedendo a raso mare per sfuggire ai radar e giungendo sull'obiettivo intorno alle 23.50. L'attacco di Bertuzzi giunto pochi secondi prima mise in allerta la difesa anglo-americana e Faggioni che si stava predisponendo ad attaccare un grosso mercantile con Italo Gianni, Dorino Gilardi, Sergio Pianticelli e Dante Scaramucci quando fu colpito dalla contraerea navale morendo nell'esplosione del suo aereo. L'aereo di Sponza, più volte colpito e in fiamme fu costretto ad ammarare mentre il velivolo del capitano Giuseppe Valerio, dopo l'attacco e provato dai colpi ricevuti, incappato in una turbolenza, precipitò durante il tentativo di atterraggio di emergenza lungo la strada di ritorno a Medesano con Salvatore Ferrigno, Bruno Gamba, Vito Roda e Ferruccio Vio incendiandosi (resta salvo il secondo pilota Enrico Jasinski). Solo il velivolo guidato dal capitano Irnerio Bertuzzi riuscì a tornare alla base.
Le circostanze esatte dell'abbattimento di Faggioni non furono note al comando dell'ANR e l'aviatore fu considerato disperso in combattimento. Infatti solo il tenente Ottone Sponza aveva notato l'esplosione del velivolo guidato dal suo comandante, ma fu preso prigioniero insieme al suo equipaggio da un mezzo da sbarco americano. Portato a Napoli fu interrogato da un ufficiale italiano dove ricevette le condoglianze dell'asso dell'aviazione Giulio Cesare Graziani che aveva appreso della morte di Faggioni in seguito al ritrovamento in mare del suo berretto e di un portadocumenti.
Alla memoria di Carlo Faggioni fu concessa dalla R.S.I. la medaglia d'oro al valor militare.
A Faggioni fu intitolato il Gruppo Aerosiluranti dell'Aeronautica Nazionale Repubblicana che aveva comandato. Si era nel frattempo scoperto che il maggiore Buscaglia in realtà non era morto e che, dopo essere stato liberato dalla prigionia, aveva deciso di proseguire la guerra nell'Aeronautica Cobelligerante Italiana, nello "Stormo Baltimore". Il comando fu assunto dal capitano Marino Marini.

## Curiosità
Il 18 aprile 2003 a Marina di Massa si è svolta una commemorazione in ricordo del Cap. Carlo Faggioni in presenza di parenti, ufficiali dell'aeronautica italiana ed ex combattenti appartenenti al "Gruppo Faggioni".
Nei primi giorni d'aprile 2012 alcuni pescatori individuarono e riportato a riva i resti di un aereo Savoia Marchetti S79bis. Il ritrovamento avvenne fra Lavinio e Marechiaro, su un fondale di circa 100 metri, a 9 miglia e mezzo dalla costa.
Il relitto, preso in carico dalla capitaneria di porto di Anzio, è stato consegnato al presidente del Museo dello sbarco di Anzio, Patrizio Colantuono. Vennero avviati accertamenti per stabilire se i resti dell'apparecchio appartenessero a quello pilotato dal Cap. Carlo Faggioni.